# 中華人民共和国生態環境部
中華人民共和国生態環境部（ちゅうかじんみんきょうわこくせいたいかんきょうぶ）は、中華人民共和国国務院の付属機関の1つ。主要業務は、環境保護に関する事務である。。

## 職責
- 国家環境保護の政策と法規の決定。制定行政規章、重要な経済・技術政策、発展計画、重要経済開発計画の環境影響評価、国家環境保護規定、組織の監督、国家確定の重点区域、重点流域の汚染防治の規定・生態保護規定の制定
- 大気・水体・土壌・騒音・固体廃棄物・有毒化学品・機動車等の汚染防治法規則の決定、海洋環境保護の監督・指導・協調
- 生態環境の影響関連の監督。自然資源開発利用活動、重要生態環境建設と生態破壊の修復業務
- 各種自然保護区及び風景名勝区の監督検査、森林公園環境保護業務、生物多様性保護、野生動植物保護、湿地環境保護、砂漠化防治業務、国務院が提出した各種「国家級自然保護区」案の審議提案、管理国家級自然保護区の監督管理、外来入侵物種関連の管理業務
- 跨地区・跨流域の重大環境問題の調査、重大環境汚染事故と生態破壊事件
- 組織・指導と協調環境保護宣伝教育、新聞出版業務、民衆と非政府組織環境保護の参与の推進
- 制定国家環境質量標準汚染物関連の国家規定の公布、地方環境保護業務
- 国家環境質量報告書の発行。国家環境情況公報の公布、重点都市・流域環境質量情況の参与
- 制定と組織実施各項の環境管理制度、国家規定の審議、開発建設活動環境への影響に関する報告書作成、全国生態示範区建設と生態農業建設
- 組織環境保護科技発展、重大科学研究と技術示範工程、全国環境管理体系と環境標志認証、組織実施環境保護質認可制度、環境保護産業の発展の指導
- 環境測定、統計、信息業務
- 世界環境問題の基本原則管理、環境保護の国際協力・交流、環境保護国際条約談判への参加、渉外環境保護事務、環境保護国際組織への連絡
- 核安全、放射線環境、放射性廃棄物、放射源管理工作、核事故、放射線事故応急処置業務
- 総局機構編制と人事管理、環境保護系統の管理業務

## 沿革
- 1972年 - 中国派出代表団、スウェーデンの国際連合人間環境会議(First United Nations Conference on the Human Environment)に初めて出席
- 1973年 - 環境保護領導小組が設置される
- 1983年 - 中国政府“環境保護”の国家方針を発表
- 1998年 - 中国は洪水災害が多かった年であったため、中国政府保護小組を国家環境保護総局に格上げし、国務院の直属機関とした。
- 2008年3月 - 中国第十一届全国人大第一次会議で、機構改革方案が可決され、国家環境保護総局を環境保護部に格上げした[3]。
- 2018年3月 - 第13期全国人民代表大会の機構改革案で、国家発展改革委員会・国土資源部などの環境保護部門と統合、生態環境部を新設し、廃止された[4]。

## 組織

### 内部機構
- 弁公庁
- 企画・財務司
- 政策法規司
- 行政体制与人事司
- 科技標準司
- 汚染控制司
- 宣伝教育司
- 自然生態保護司（生物多様性保護弁公室）
- 核安全管理司（放射線安全管理司）
- 環境影響評価管理司
- 環境監察局
- 国際協力司
- 機関党委

### 直属事業単位
- 国家環境保護総局環境応急・事故調査センター
- 国家環境保護総局機関服務中心
- 中国環境科学研究院
- 中国環境監測総站
- 中日友好環境保護センター
- 中国環境報社
- 中国環境科学出版社
- 国家環境保護総局核・放射線安全センター
- 国家環境保護総局環境保護対外協力センター
- 国家環境保護総局南京環境科学研究所
- 国家環境保護総局華南環境科学研究所
- 国家環境保護総局環境企画院
- 国家環境保護総局環境工程評估センター
- 国家環境保護総局北京会議・培訓基地
- 国家環境保護総局興城環境管理研究センター
- 国家環境保護総局北戴河環境技術交流センター
- 国家環境保護宣伝教育センター

### 派出機関
- 国家環境保護総局華東環境保護督査センター
- 国家環境保護総局華南環境保護督査センター
- 国家環境保護総局西北環境保護督査センター
- 国家環境保護総局西南環境保護督査センター
- 国家環境保護総局東北環境保護督査センター
- 国家環境保護総局北方核・放射線安全監督站
- 国家環境保護総局上海核・放射線安全監督站
- 国家環境保護総局広東核・放射線安全監督站
- 国家環境保護総局四川核・放射線安全監督站
- 国家環境保護総局東北核・放射線安全環督站
- 国家環境保護総局西北核・放射線安全環督站

## 幹部
- 部長 李干杰
- 副部長 黄潤秋
- 副部長 翟青
- 副部長 趙英民
- 副部長 劉華
- 副部長 荘国泰
- 紀検組組長 呉海英
- 副部長、党組成員 胡保林

## 歴代部長
- 黄潤秋 (2020年 - )
- 李干杰（2017年[5] - 2020年）
- 陳吉寧（2015年 - 2017年）
- 周生賢（2008年3月 - 2015年）

### 歴代国家環境保護局長
- 曲格平（1987年 - 1993年）
- 解振華（1993年 - 2005年）
- 周生賢（2005年 - 2008年）

## 規章
- 環境信息公開辦法 (試行) 2007年4月11日
- 環境監測管理辦法 2007年7月25日
- 電子廃物汚染環境防治管理辦法 2007年9月27日
- 排汚費徴収工作稽查辦法 2007年10月23日